# Ana Jimena Villanueva
Ana Jimena Villanueva (Ciudad de México; 22 de agosto de 1991) es una actriz y modelo mexicana. Se dio a conocer en la telenovela de Lucero Suárez Enamorándome de Ramón interpretando a Dalia Flores.

## Carrera
Su carrera inició en el Centro de Educación Artística de Televisa cuando ingresó en 2011 para así mismo egresarse en 2014. Al año siguiente hizo sus primeras apariciones dentro de las series de antología Como dice el dicho y La rosa de Guadalupe, en varios episodios de las respectivas series.
Su papel debut en las telenovelas fue en 2016 con la novela de Yago interpretando a Selma, al lado de Iván Sánchez y Gabriela de la Garza. De igual forma, en ese mismo año participó en un papel recurrente en la serie de drama criminal de Telemundo El Chema, protagonizada por Mauricio Ochmann.
En 2017 se da a conocer con el papel de Dalia en Enamorándome de Ramón, producida por Lucero Suárez en donde comparte créditos con Esmeralda Pimentel y José Ron, entre otros.
A mediados de ese mismo año, participó en la telenovela de Juan Osorio Mi marido tiene familia, la cual, durante sus dos temporadas, interpretó a Cassandra Mussi En 2019 fue invitada en Médicos, línea de vida, interpretando a Priscila.
En 2021, vuelve a participar en una producción de Telemundo, esta vez en la telenovela Falsa identidad en su segunda temporada, personificando a Rosa y compartiendo roles con Luis Ernesto Franco, Camila Sodi y un extenso reparto.

## Filmografía

### Televisión
- El amor no tiene receta (2024) - Nora[8]
- Las Bravas FC (2022-2024) - Renata
- Donde hubo fuego (2022) - Ana Linares[9]
- Falsa identidad (2020-2021) - Rosa Murillo
- Médicos, línea de vida (2019) - Priscila
- Mi marido tiene familia (2017-2018) - Cassandra Mussi
- Enamorándome de Ramón (2017) - Dalia Flores Navarro
- El Chema (2016) - Verónica Cortés
- Yago (2016) - Selma
- Corazón que miente (2016) - Ana
- Como dice el dicho (2016) - Varios personajes
- La rosa de Guadalupe (2015-2016) - Varios personajes